# AIM-68 Big Q
Bei der AIM-68 Big Q handelt es sich um eine Luft-Luft-Rakete, die mit einem nuklearen Gefechtskopf ausgerüstet ist. Sie wurde ab 1963 von der internen Waffenentwicklungs-Abteilung der US Air Force als Ersatz für die AIR-2 Genie entwickelt. Ein Hauptziel war es, eine leichtere und wesentlich bessere Rakete zu entwickeln.
Im März 1965 wurden mit einem 1:5-Modell die ersten Windkanal-Tests durchgeführt. Im Mai desselben Jahres flog die Little Q, bei der es sich um eine Rakete mit Big-Q-Rumpf handelte, die nur zum Test mit einem Feststoffraketenmotor ausgestattet war, auf der White Sands Missile Range.
Noch im Juni 1965 wurden insgesamt 20 komplette Rümpfe an die Air Force Weapons Laboratory geliefert. Im Dezember 1965 folgten die Feststoffraketenmotoren, bei denen es sich um die gleichen wie bei der AGM-12 Bullpup handelt. Die jetzt als XAIM-68A bezeichneten Raketen waren mit einem von der AIM-4C Falcon stammenden Suchkopf ausgerüstet.
Da das AIM-68-Projekt nur eine niedrige Priorität besaß und es noch Probleme mit der F-101B gab, verlief es eher schleppend, bis es wahrscheinlich im August 1966 endgültig beendet wurde. Es wurden offiziell keine Testflüge mit der XAIM-68A absolviert. Als Grund für den Programmstopp wurden die steigenden Kosten für das ICBM-Programm und der Vietnamkrieg angeführt. Da die Air Force die AIM-68 nicht bekam, begnügte man sich mit der Genie, deren Feststoffraketenmotor verbessert wurde.

## Sonstiges
- Offiziell wurde die Bezeichnung AIM-68 nie bestätigt, weswegen sie gelegentlich unter der Bezeichnung AIM-X zu finden ist.
- Die Big Q sollte eigentlich Quetzalcoatl heißen. Da das Wort schwer auszusprechen war, wurde stattdessen die Bezeichnung „Big Q“ (Big Quetzalcoatl) gewählt.